# Redeployment
Redeployment ([ˌri:dɪˈplɔɪmənt], deutsch „Truppenverlegung“) ist eine Sammlung von Kurzgeschichten des US-amerikanischen Autors Phil Klay über den Irakkrieg aus dem Jahr 2014. Mit deren Erstveröffentlichung gewann der Autor den National Book Award für 2014 in der Kategorie Fiktion und 2015 den W.Y. Boyd Literary Award for Excellence in Military Fiction. Der Titel der von Hannes Meyer übersetzten deutschen Fassung lautet Wir erschossen auch Hunde.

## Hintergrund
Das Buch umfasst 12 Kurzgeschichten, die die Erfahrungen von Soldaten und Veteranen aufzeichnen, die im Irakkrieg gedient haben, insbesondere bei der Operation Iraqi Freedom von 2003 bis 2010. Klay diente von 2005 bis 2009 im United States Marine Corps und war von Januar 2007 bis Februar 2008 in der umkämpften irakischen Provinz al-Anbar stationiert.
Klay sagte, dass er vor und während des Einsatzes im Irak keine genaue Vorstellung davon hatte, dass er über den Krieg schreiben würde. Doch als er die Absicht kundtat, nach seinem Universitätsabschluss dem Militär beizutreten, stellte sein Lehrer und Mentor am Dartmouth College, der US-amerikanische Poet Tom Sleigh, sicher „dass ich vor meiner Einberufung noch Tolstoy, Hemingway, Isaac Babel and David Jones lese. Er dachte, es sei wichtig zu studieren, was die großen Denker über Krieg zu sagen hatten.“
Klay schrieb vier Jahre an dem Buch. Die Titelgeschichte erschien zuerst im Literaturmagazin Granta und wurde erneut herausgegeben in Fire and Forget: Short Stories from the Long War, einem Auswahlband von Kriegsgeschichten. Nach Aussage des Autors erforderte der Schreibprozess mehrere Jahre sorgfältiger Recherche.
Klay beschrieb seinen Einsatz als Presse- und Informationsoffizier im Irak als „gemäßigte Erfahrung“, da er den Krieg nicht unmittelbar, sondern nur „aus zweiter Hand“ erlebte. Um den Krieg anschaulich darzustellen, erschuf Klay mehrere literarische Figuren, jede mit unterschiedlichen Erfahrungen und Perspektiven. Das Vermeiden von Klischees und das Erschaffen von „Prototypen“ war, so Klay, „etwas, das ich sehr ernst nahm. Ich unternahm umfangreiche Nachforschungen, sprach mit vielen Marines und verbrachte viel Zeit damit, über das Thema nachzudenken. Ich machte diese kreative Arbeit, die Geschichten wieder und wieder zu überarbeiten bis ich etwas hatte, dass sich emotional echt anfühlte, was nicht unbedingt das ist, was allen gefallen dürfte, die diese Erfahrungen durchgemacht haben.“
Dazu benötigte er mehrere Stimmen, da „…jede Person nur ein kleines Stück des Krieges habe, und diese Stücke werden maßgeblich geformt nicht nur durch das Wann und Wo sie im Irak waren, sondern auch durch den Job, den sie zu erfüllen hatten. Anstatt einen einheitlichen Roman über die Erfahrungen des Krieges zu schreiben, wollte ich zwölf verschiedene Stimmen — Stimmen, die sich den gleichen Themen annähern, aber aus unterschiedlichen Perspektiven. Ich glaube nicht, dass alle meine Erzähler miteinander auskämen. Ich glaube auch nicht, dass sie alle einer Meinung wären, was Krieg bedeutet. Und ein Teil meiner Absicht war, Raum zu lassen für den Leser, um einzutreten und sich kritisch mit den Behauptungen der Erzähler zu beschäftigen… Also, für mich ist es einfach faszinierend in sehr verschiedene Köpfe einzudringen. Wie war der Krieg für einen Leichenbestatter? Wie für einen Kaplan? Für einen Artillerist, der niemals die gegnerischen Leichname sah, die er getötet hatte?“
Der Autor hatte einige Leitbilder im Sinn von dem, was er nicht wollte: „In den letzten Jahren erschienen einige Bücher mit fast schon skurrilen Falschdarstellungen des Militärs durch Autoren, die zwar vom Irak berichten wollten, aber sich eindeutig nicht die harte Arbeit machen wollten, genug über das Themengebiet zu lernen, um etwas wertvolles zu erzählen.“ Klay ergänzte seinen Roman mit einer Liste von Literatur, die er gelesen hatte und die ihm beim Schreiben hilfreich war.
Er erklärte, dass „… bevor ich über einen Offizier des Auswärtigen Dienst schrieb, las ich die Memoiren von jemandem, der im Irak gedient hatte, ein mittelmäßiges Buch über eine Karriere im Diplomatischen Dienst, einige Berichte der „Inspektionsbehörde für den irakischen Wiederaufbau“ und so weiter. Ich las auch einen tschechischen Roman über den Ersten Weltkrieg, der mir geeignet erschien dabei zu helfen, den richtigen Tonfall zu finden, und ich sprach mit Soldaten für zivile Angelegenheiten und Offizieren des Auswärtigen Dienstes und las eine Menge Publikationen. Nicht alles, was ich las, handelte von Krieg. Bernanos „Tagebuch eines Landpfarrers“, Edward P. Jones „The Known World“ und Nathan Englanders Kurzgeschichten zum Beispiel waren alle sehr hilfreich an verschiedenen Stellen für unterschiedliche Geschichten.“

## Inhalt
Die 12 Episoden in Redeployment sind im Irak und in den USA angesiedelt, aus der Ich-Perspektive erzählt und in folgender Reihenfolge angeordnet:
1. Redeployment (deutsch Truppenverlegung)
2. FRAGO[14]
3. After Action Report (deutsch Einsatzbericht)
4. Bodies (deutsch Leichen)
5. OIF[15]
6. Money as a Weapons System (deutsch Geld als Waffensystem)
7. In Vietnam They Had Whores (deutsch In Vietnam hatten sie Nutten)
8. Prayer in the Furnace (deutsch Gebet im Feuerofen)
9. Psychological Operations (deutsch Psychologische Kriegsführung)
10. War Stories (deutsch Kriegsgeschichten)
11. Unless It’s a Sucking Chest Wound (deutsch Außer bei einem Lungendurchschuss)
12. Ten Kliks South (deutsch Zehn Kliks südlich)

## Kritiken
Am 6. März 2014 wurde Redeployment in den Vereinigten Staaten veröffentlicht. Dexter Filkins schrieb dazu in der US-amerikanischen Tageszeitung The New York Times:

“It’s the best thing written so far on what the war did to people’s souls.”

„Es ist das beste bisher Geschriebene darüber, was der Krieg den menschlichen Seelen antat.“

Die New York Times bewertete den Roman als eines der 10 besten Bücher 2014.
Edward Docx schrieb in der britischen Tageszeitung The Guardian:

“It is definitely in the combined effect of the stories that Redeployment garners its power and earns the comparisons to Tim O'Brien's writing on Vietnam that it has been getting in America. Indeed, Klay's gifts become more apparent with each new narrator and circumstance: his reach, his tonal control, his observational sophistication, the sheer emotional torque of his narratives. By the end, he had convincingly inhabited more than a dozen different voices and I felt I had learned more about Iraq than in any documentary or factual account.”

„Es liegt definitiv in der Kombination der Einzelgeschichten, das Redeployment seine kraftvolle Wirkung erlangt und den Vergleich mit den Vietnam-Erzählungen von Tim O’Brien verdient. Allerdings werden Klays Begabungen mit jedem neuen Erzähler und Sachverhalt  offensichtlicher: Seine Tragweite, seine Tonregulierung, seine Beobachtungsgabe, den unverfälscht emotionalen Momenten seiner Erzählungen. Am Ende hat er glaubhaft mehr als ein Dutzend verschiedener Stimmen erschaffen, und ich fühlte, dass ich mehr über den Irak gelernt hatte als in jeder Dokumentation oder Tatsachenbericht.“

“Across a dozen stories told in first-person, Redeployment is at its heart a meditation on war — and the responsibility that everyone, especially the average citizen, bears for it.”

„Jenseits der Dutzend Erzählungen, die aus der Ich-Perspektive erzählt werden, ist Redeployment im Kern eine Meditation über Krieg — und die Verantwortung, die jeder, vor allem der Durchschnittsbürger, dafür zu tragen hat.“

„Klays bitterer Witz und sein unbarmherziger Realismus kolorieren die allmählich verblassenden Bilder des Irak-Krieges nach. In pointierten Verdichtungen gelingt es ihm, den Irrwitz des Wiederaufbaus zu illustrieren.“